# Senoncourt
Senoncourt település Franciaországban, Haute-Saône megyében. Lakosainak száma 185 fő (2022. január 1.). Senoncourt Polaincourt-et-Clairefontaine, Amance, Contréglise, Menoux és Saint-Rémy-en-Comté községekkel határos.

## Népesség
A település népessége az elmúlt években az alábbi módon változott:
| Lakosok száma | 225  | 216  | 207  | 196  | 194  | 194  | 192  | 188  | 185  |
|               | 2013 | 2015 | 2016 | 2017 | 2018 | 2019 | 2020 | 2021 | 2022 |